# Nonette-Orsonnette
Nonette-Orsonnette község Franciaország Auvergne-Rhône-Alpes régiójában, Puy-de-Dôme megyében. Új községként 2016. január 1-jén jött létre Nonette és Orsonnette község egyesítésével. Lakosainak száma 618 fő (2022. január 1.).

## Népesség
| Lakosok száma | 575  | 588  | 595  | 599  | 605  | 618  |
|               | 2017 | 2018 | 2019 | 2020 | 2021 | 2022 |